# Cseresznyés Pál
Cseresznyés Pál (Vármező, 1941. április – Marosvásárhely, 2016. január 13.) erdélyi magyar nemzetiségű elítélt, aki az 1990. évi hírhedt román-magyar összetűzés, a marosvásárhelyi fekete március során egyike volt azon 43 magyar és roma nemzetiségű személynek, akiket a román igazságszolgáltatás elítélt. Cseresznyés azzal vált híressé, hogy ő volt az, aki a szervezetten behozott, és Marosvásárhely magyarságára fegyveresen rátámadó libánfalvi lakost, Mihăilă Cofariut fektében megrugdosta. Ezt követően hat évet töltött börtönben, ahol rendszeresen kínozták, majd kegyelemmel szabadult. 

## Élete
1941-ben született az akkor Magyarországhoz tartozó Észak-Erdélyben, Vármezőn, ami ma Nyárádremete része, Maros-Torda vármegyében. Iparos családból származott, heten voltak testvérek. Marosvásárhelyen élt, amikor 1990 márciusában a posztkommunista, soviniszta, magyar- és zsidóellenes Vatra Românească segítségével a központi román kormányzat kirobbantotta a fekete márciust.
1990. március 19-én, immár több napi uszítás és tervszerű manipuláció után, a román központi hatalom megkezdte a marosvásárhelyi pogromot. A Vatra Romanesca bérelt buszokkal több, Marosvásárhely környéki román területről, de főleg a Görgény-völgyéből szervezetten felfegyverzett román parasztokat szállított be a városba, akik vandál módon megtámadták a RMDSZ székházát a katonaság és a rendőrség asszisztálása mellett. Majd ostrom alá fogták az bennrekedteket és a tétlen biztonsági erők szeme láttára súlyosan bántalmazták a székházból kijövőket, az egyik szemére megvakították a híres írót, Sütő Andrást. Ezt követően másnap, március 20-án Cseresznyés Pál is a Fő téri tömegtüntetésen vett részt az egy nappal azelőtti cselekedet hírére A délutáni órákban a városba ismételten szervezetten behozott, leitatott és felfegyverzett románok megtámadták a 14-15 000 fős magyar tömeget, a támadás nyomán Cseresznyés is könnyebb sérülést szenvedett. A támadókat sikerült megállítani, majd a magyarok egy ellentámadással visszafoglalták a teret a románktól. Ekkor történt, hogy Cseresznyés Pál belerúgott a már korábban földön fekvő, eszméletét vesztő, Marosvásárhelyre fegyveresen beérkezett Mihăilă Cofariuba, aki előzőleg láncfűrésszel támadt többed magával a magyar tömegre. Az eseménysorozatot a Grand Hotelt tetejéről lefilmezte az ír köztelevízió. Habár a rúgás nem volt különösebben erős, vagy végzetes, a román tömegtájékoztatás propagandisztikus célból felhasználta, a mai napig rendszeresen ezzel ábrázolva a vásárhelyi eseményeket. Ezt a pillanatot egyébként a világ tévétársaságai és a magyar közszolgálati tévé is számtalan alkalommal sugározta, abban a hiszemben, hogy a fekvő ember a magyar, és aki rugdossa, az a román.

## A fekete március után
Az ír televízió felvétele nyomán ítélték el Cseresznyés Pált 10 évre és egymillió lejes kártérítésre különös kegyetlenséggel végrehajtott gyilkossági kísérletért, amelyből hat évet le is ült Marosvásárhelyen, majd a jilavai börtönben. Az erdélyi magyar közösség a vásárhelyi kirakatper legpechesebb áldozatának tartotta Cseresznyés Pált. A bíróság ugyanis nem vette figyelembe a román nemzetiségű orvos szakértői jelentését, amely szerint a vádlott futtából nem is tudott halálos jellegű rúgást elkövetni. Elmondása alapján a börtönben rendszeresen kínozták, szemébe piros paprikát tettek, megalázták, az őrök a következő mondat kíséretében lökték be új cellába a köztörvényes bűnöket elkövető román rabok közé: 
Itt a románok gyilkosa, tegyetek vele, amit akartok!
1996-ban Emil Constantinescu elnöki kegyelemben részesítette, ezt követően hazaköltözött. Börtönévei alatt felesége elhunyt, ő maga pedig szabadulása után igen nehéz anyagi helyzetben sínylődött, elmondása alapján többször bántalmazták ezt követően is a nyílt utcán Marosvásárhelyen.
Egy interjúban elmondta, hogy mindenkinek megbocsátott, de még a börtönévek után is kiment volna az utcára, ha úgy érzékelte volna, hogy a magyar nemzetét bántják mások. 2008-ban könyvet írt Március mártírja címmel, a börtönben eltöltött hat évéről (1991.01.16. - 1996.12.24.).